# Sandhja

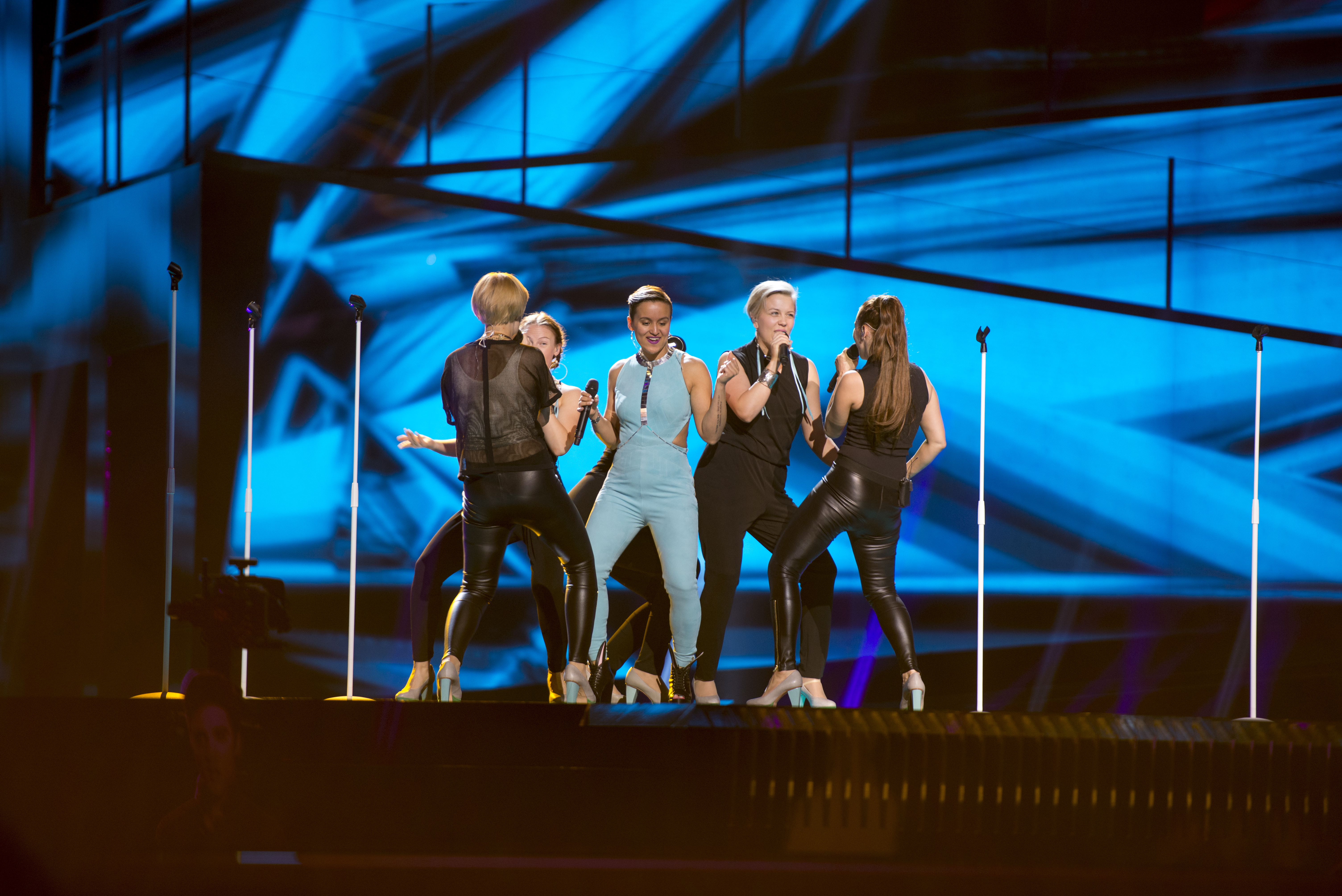
Imatges de l'actuació de Sandhja Kuivalainen al Festival d'Eurovisió del 2016

Sandhja Kuivalainen (16 de març de 1991), coneguda a nivell professional a Sandhja, és una cantant i compositora finesa que va representar Finlàndia al Festival d'Eurovisió del 2016 amb la cançó "Sing it Away". La seva mare va néixer a Surinam i el seu pare a Finlàndia. La carrera discogràfica de Sandhja començà el 2013 amb un primer àlbum d'estudi editat per Sony Music Entertainment Finland. Tanmateix va ser gràcies al concurs del Festival d'Eurovisió que llança la seva carrera.

## Discografia

### Àlbums
- Gold (2014)

### Singles
- Hold Me (2013)
- Gold (2014)
- My Bass (2015)
- Sing It Away (2016)